# Lista odcinków serialu anime Yamato nadeshiko Shichi Henge
Perfect Girl Evolution (jap. ヤマトナデシコ七変化 Yamato Nadeshiko Shichi Henge) – manga autorstwa Tomoko Hayakawy i 25-odcinkowe anime na jej podstawie.

## Perfect Girl Evolution
| # | Tytuł | Premiera             |
| --- | --- | -------------------- |
| 01 | The Light that Shines through the Darkness Kurayami ni Sashikomu Hikari (暗闇に射し込む光)                                                      | 3 października 2006  |
| Właścicielka willi, w której mieszkają Kyouhei Takano, Ranmaru Morii, Yukinoujo Touyama i Takenaga Oda, proponuje chłopcom układ: jeśli uda im się przemienić jej siostrzenicę Sunako we wspaniałą damę, będą mogli pozostać w jej domu bez płacenia wynajmu. Jeśli jednak im się to nie uda, będą zmuszeni płacić potrojoną stawkę czynszu. Przystojni, uwielbiani przez dziewczęta lokatorzy, sądząc, że na pewno nie będzie to trudne zadanie, zgadzają się. Jednak, gdy Sunako przybywa do posiadłości, okazuje się, że jest wręcz przeciwnie, gdyż dziewczyna okazuje się zagorzałą fanką horrorów, mroku i krwi, na domiar złego dostaje krwotoku z nosa za każdym razem, gdy chłopcy zbliżają się do niej. Nosi także długą grzywkę, która uniemożliwia chłopakom zobaczenie jej twarzy. W końcu jednak Kyouhei zmusza ją do odsłonięcia twarzy i okazuje się, że dziewczyna jest całkiem ładna. Sunako opowiada im zatem, jak trzy lata wcześniej została nazwana "brzydką" przez chłopaka, w którym była zakochana. Od tego momentu zamknęła się w sobie.           | |                      |
| 02 | Capture the Iron Curtain! Tetsu no Curtain wo kōryakuseyo! (鉄のカーテンを攻略せよ!)                                                            | 10 października 2006 |
| Chłopcy próbują obciąć zbyt długą grzywkę Sunako, jednak bez efektu. Chwilę później dziewczyna postanawia wziąć prysznic. Przypadkowo wchodzi do łazienki, w której właśnie myje się Kyouhei. Chłopak w panice wyskakuje przez okno. W szkole Sunako zwraca na siebie sporą uwagę. Na początku musi uporać się z gotyckimi siostrzyczkami, a następnie z uczniami redagującymi szkolną gazetkę. Dochodzi również do nieprzyjemnego spotkania Sunako z Gangiem Trujących Solarek (dziewczyny chcą, aby "nowa" ścięła grzywkę, ponieważ za bardzo się wyróżnia i jednocześnie ściąga na siebie uwagę wszystkich chłopaków). Z opresji ratuje ją Kyouhei, lecz Sunako w końcu sama ścina grzywkę. Po tym incydencie chłopak ląduje z gorączką w łóżku. Okazało się bowiem, że po "łazienkowym wypadku" Kyouhei złapał nie lekki katar, ale dość poważne przeziębienie. Sunako musi opiekować się chorym i spełniać wszystkie jego zachcianki. W końcu dziewczyna nie wytrzymuje i chce zabić "olśniewającą kreaturę". Akurat wtedy do pokoju wchodzą trzej pozostali lokatorzy. | |                      |
| 03 | Ah, the Nostalgic Gloominess of Youth Aa, Natsukashi no Kurai Seishun (ああ, 懐かしの暗い青春)                                                  | 17 października 2006 |
| Mężczyźni z japońskiej agencji hostów proponują Kyouhei bardzo dobrze płatną pracę, lecz ten stanowczo odmawia. Do willi powraca właścicielka. Zaprasza wszystkich na uroczysty bankiet, na którym ma zaprezentować się odmieniona Sunako. Chłopcy od razu rozpoczynają przygotowania, lecz nie bardzo im się to udaje. Na dodatek tuż przed przyjęciem Kyouhei zostaje porwany. Dziewczyna postanawia go uratować. | |                      |
| 04 | Sunako, You're Needed Sunako, Oyobi desu (スナコ, およびです)                                                                                   | 24 października 2006 |
| W szkole organizowany jest festiwal. Różne klasy są odpowiedzialne za różne stoiska. To, które będzie się cieszyć największą popularnością wśród uczniów, otrzyma nagrodę w postaci 500 000 jenów. Kyouhei, aby zdobyć trochę pieniędzy, zajmuje się stanowiskiem z takoyaki. Jednak, gdy do stoiska podchodzą trzej natręci i przeszkadzają chłopakowi w pracy, dochodzi do bójki, której efektem jest eksplozja. Sunako organizuje Dom Strachu. Kyouhei dowiaduje się przez podsłuchaną rozmowę, że dziewczyna została oszukana, gdyż nikt jej nie pomagał. W rekompensacie przewodniczący proponuje, że jeśli Nakahara wygra, to będzie mogła zgarnąć całą nagrodę, bez dzielenia się z innymi uczniami z jej klasy. Takano przystaje na tę propozycję. Cała czwórka chłopaków postanawia pomóc Sunako. | |                      |
| 05 | Feast of the Beautiful Creatures Utsukushiki Monotachi no Utage (美しきものたちの宴)                                                            | 31 października 2006 |
| Po zobaczeniu zdjęcia Sunako ze szkolnego festiwalu w jednym z czasopism, pewien znany fotograf prosi ją, aby została jego modelką. Jednak już z pierwszej sesji dziewczyna wybiega z krzykiem, że wstydzi się kamery. Fotograf po ujrzeniu jej towarzyszy, od razu przystaje interesować się Nakaharą i swoją uwagę skupia na przystojnych chłopcach. Natychmiast proponuje wspaniałej czwórce pracę w show biznesie. Ci jednak nie są zbytnio zainteresowani tą ofertą. | |                      |
| 06 | Halloween Seen in Dreams Yume miru Harowin (夢見るハロウィン)                                                                                   | 7 listopada 2006     |
| W domu panuje straszny bałagan, gdyż Sunako zachorowała. Na dodatek, po dowiedzeniu się, że jest listopad, dziewczyna popada w melancholię. Często płacze, lecz nikt nie wie dlaczego. Chłopcy postanowili zorganizować porządki, w których pomaga im Noi. Aby poprawić Sunako humor, cała piątka przygotowuje imprezę Halloween. | |                      |
| 07 | I am No. 1 Ai amu Nambā Wan (アイ アム ナンバーワン)                                                                                            | 14 listopada 2006    |
| Do miasta przybywa grupa silnych mężczyzn w poszukiwaniu Takano, gdyż podobno jest najsilniejszy w tym rejonie. Gdy szef gangu widzi Sunako, natychmiast się w niej zakochuje. Kyouhei zostaje przez niego wyzwany na pojedynek o "honor i ukochaną". | |                      |
| 08 | Winter Wonder Land (Winter Wonder Land) | 21 listopada 2006    |
| Właściciel pewnej restauracji i jednocześnie przyjaciel pani Nakahary proponuje chłopcom pracę jako pomoc kuchenna. Kyouheiowi marzy się nabe przy kotatsu, więc idzie z Sunako na zakupy, gdzie wszyscy ludzie uważają ich za parę i hucznie świętują. Niestety, z powodu nagłego ataku fanek Takano, wszystkie zakupy zostały rozdeptane i lokatorzy rezydencji zostali bez grosza. Takenaga opowiada Sunako o kłopotach w rodzinie Kyouheia, ta zaś postanawia zrobić dla niego nabe. | |                      |
| 09 | Splashing Blood and Steam, Inside a Shower of Love Pt 1 Onsen wa Yukemuri Chishibuki Koishigure (zenpen) (温泉は湯けむり血しぶき恋しぐれ(前編)) | 28 listopada 2006    |
| Chłopcy, Sunako i Noi jadą do gorących źródeł. Zatrzymują się w hotelu, których gospodynią jest Sayuri (do której żywi uczucia Ranmaru). Nakahara próbuje pomóc Noi, aby ta mogła być choć przez chwilę sam na sam z Takenagą. Dochodzi do poważnego meczu ping-pongowego między Sunako a Kyouheiem, który kończy się przypadkowym pocałunkiem. | |                      |
| 10 | Splashing Blood and Steam, Inside a Shower of Love Pt 2 Onsen wa Yukemuri Chishibuki Koishigure (kōhen) (温泉は湯けむり血しぶき恋しぐれ(後編))  | 5 grudnia 2006       |
| Akcja dalej toczy się w hotelu. Mąż gospodyni został zaatakowany przez nieznanego sprawcę. Sunako, zafascynowana próbą prawdziwego morderstwa, filmuje kamerą wszelkie dowody i poszlaki. Okazuje się, że pomysłodawczynią przestępstwa jest sama gospodyni. Chciała bowiem wziąć pieniądze z ubezpieczenia, sprzedać hotel i uciec. Zaproszony przez nią do pokoju Ranmaru, miał okazać się sprawcą zbrodni, podczas gdy prawdziwym mordercą był zatrzymany szef kuchni. Gospodyni więzi Sunako w stodole, którą następnie podpala. Na szczęście Kyouhei ratuje dziewczynę z płomieni. Film z kamery, pokazujący prawdziwą winowajczynię, staje się dowodem w sprawie. Gdy Sayuri nazywa Sunako brzydką i mówi, że nawet nie miała chłopaka, Takano oznajmia, że Nakahara jest jego dziewczyną od momentu pocałunku. | |                      |
| 11 | The Test and the Study Kiss Tadaima Tesuto Benkyōchū (ただいま テスト 勉強チュー)                                                               | 12 grudnia 2006      |
| Sunako przyśnił się niedawny pocałunek z Kyouheiem. Za każdym razem, gdy przypomina go sobie w ciągu dnia, mdleje. Pani Nakahara dzwoni i prosi, aby chłopcy pomogli Sunako w matematyce, bo jeśli nie dostanie 80 punktów z następnego testu, to będą musieli płacić cały wynajem, a nie połowę. Jednak dziewczyna nie jest chętna do nauki. | |                      |
| 12 | Oh, my sweet home! (Oh, my sweet home!) | 19 grudnia 2006      |
| Są święta Bożego Narodzenia. Yuki opowiada historię o tym, jak on i pozostali chłopcy przybyli do willi pani Nakahary. Było to akurat w czasie świąt (pierwszych spędzonych przez nich razem). | |                      |
| 13 | Oui, Monsieur! Ui, musshū (ウィ, ムッシュウ!)                                                                                                   | 26 grudnia 2006      |
| Yuki dostał od gotyckich siostrzyczek grzyby, które następnie przyrządził Ranmaru. Okazało się, że były to magiczne grzyby. Sunako, po zjedzeniu ich, zmieniła się w... prawdziwą damę. Jednak z czasem chłopcy zaczynają tęsknić za fanką horrorów. | |                      |
| 14 | The Beauty of the Sleeping Woods Nemureru Mori no Ojō-sama (眠れる森のお嬢様)                                                                   | 9 stycznia 2007      |
| Tata Ranmaru chce, aby jego syn wreszcie się ustatkował i ożenił. Jednak chłopak ma odmienne zdanie na ten temat i prosi współlokatorów o pomoc w niedopuszczeniu do małżeństwa. Przyjaciele radzą mu, jak zostać znienawidzonym przez kobietę. Lecz, gdy Ranmaru spotyka się z dziewczyną, która ma zostać jego żoną, żadna z podjętych prób wyprowadzenia jej z równowagi nie działa. | |                      |
| 15 | Pirates of the Tres Bien Pairētsu obu Tore Bian (パイレーツ オブ トレビアン)                                                                    | 16 stycznia 2007     |
| Chłopcy i Sunako zostają zaproszeni na niedawno zakupioną przez panią Nakaharę wyspę. Kyouhei pragnie odnaleźć skarb, a Sunako szuka czaszek. Gdy znajduje jedną, zostaje opętana przez ducha kapitana piratów – Winga. | |                      |
| 16 | Dream Comes True Dorīmu Kamuzu Torū (ドリーム カムズ トゥルー)                                                                                  | 23 stycznia 2007     |
| W szkole odbywa się festiwal sportu. Dochodzi do ostrej rywalizacji między Kyouheiem a Sunako. Okazuje się, że powodem zaciekłości w walce o zwycięstwo były pewne umowy, które zawarli zawodnicy. | |                      |
| 17 | Girls Bravo!! Gāruzu Burabō!! (ガールズ ブラボー!!)                                                                                             | 30 stycznia 2007     |
| Ku przerażaniu lokatorów rezydencji, Sunako utyła, a na jej twarzy pojawiło się mnóstwo pryszczy. Dziewczyna nie chce o siebie dbać. W tym samym czasie Takenaga i Ranmaru pokłócili się, ponieważ oboje powiedzieli o kilka słów za dużo w obecności swoich dziewczyn. Sunako, Noi i Tamao (narzeczona Ranmaru) spędzają dzień w spa. Sunako przygotowuje specjalny posiłek tylko dla dziewczyn. | |                      |
| 18 | Dream·Loving Each Other Yume·Sōshi Sōai (夢·相思 相愛)                                                                                          | 6 lutego 2007        |
| Chłopcy postanowili zmienić styl wyposażenia wnętrza willi na styl horrorów. Sunako, aby dostosować się do nowego umeblowania domu, ubiera się w czarną suknię. Lecz gdy wychodzi na zakupy, ludzie bez przerwy patrzą się na nią i szepczą na jej temat. Ukrywa się w namiocie małego chłopca. Zebrani (w tym policja i media) uważają, że dziewczyna porwała dziecko i je teraz przetrzymuje. Noi układa plan pomocy Sunako – przebrany za księcia na białym koniu Kyouhei ratuje dziewczynę z opresji. | |                      |
| 19 | Battlechicks Valentine Batoruchikku Barentain (バトルチック バレンタイン)                                                                       | 13 lutego 2007       |
| Co otrzymamy, gdy połączymy czwórkę przystojnych licealistów, Walentynki, dziewczyny szalejące na punkcie chłopców oraz Sunako kochającą czekoladę? Niesamowicie zakręcony dzień św. Walentego! Przed willą pani Nakahary zgromadziło się tysiące wielbicielek, aby wręczyć choć jednemu z chłopców uroczy prezent walentynkowy. | |                      |
| 20 | Trial of Love Ai no Shiren (愛の試練) | 20 lutego 2007       |
| Sunako nie może dogadać się z Kyouheiem, gdyż on ciągle wchodzi do jej pokoju, zjada jej lody i ogółem utrudnia życie; jest także wybitnie zirytowany faktem, że Sunako woli spędzać czas z Hiroshim niż z ludźmi. Sunako mówi mu, że Hiroshi jest dla niej ważniejszy od niego. Manekin zostaje porwany przez trzy dziewczyny, które uważały, że jest on skarbem Kyouheia. Chciały w ten sposób skusić chłopaka, aby przyszedł do domu jednej z nich. Sunako jest załamana i spędza całą dobę na poszukiwaniach. Wyczerpana, w końcu mdleje, Kyouhei zaś postanawia pomóc jej odzyskać przyjaciela. | |                      |
| 21 | Memory in Sepia Sepia-iro no Omoide (セピア色の思い出)                                                                                          | 27 lutego 2007       |
| Do Sunako przyjeżdża jej tata. Okazuje się, że ojciec i córka mają identyczne charaktery. Jednak z jakiegoś powodu dziewczyna nie chce, aby pan Nakahara wszedł do jej pokoju. Ojciec Sunako urządza tresurę Kyouheiowi, gdyż zastał jego i Sunako w dwuznacznej sytuacji. | |                      |
| 22 | The Prince in Sheep's Clothing Hitsuji no Kawa wo Kabutta Ōji-sama (羊の皮をかぶった王子様)                                                     | 6 marca 2007         |
| Kyouhei i Sunako zostają porwani przez tajemniczą sektę. Okazuje się, że jest to banda sklepikarzy, którzy po wyjeździe chłopaka z rodzinnej miejscowości, stracili większość klientów. | |                      |
| 23 | Eye of the Typhoon, Returning Home Taifū no Me, Kitaku suru (台風の目, 帰宅する)                                                                | 13 marca 2007        |
| Sunako zostaje porwana przez tatę Kyouheia. Chłopak przyjeżdża do swojego rodzinnego domu, aby zabrać dziewczynę i wrócić do willi pani Nakahary. Dochodzi do sprzeczki między panią Takano i jej synem. Sunako nierozważnymi słowami rani Kyouheia. | |                      |
| 24 | Eye of the Typhoon, Straying Taifū no Me, Meisō suru (台風の目, 迷走する)                                                                       | 20 marca 2007        |
| Kyouhei ucieka. Zostaje przywódcą gangu ulicznego. Sunako, Noi, Takenaga, Ranmaru i Yuki próbują go odnaleźć i skłonić do powrotu. | |                      |
| 25 | Road to Womanhood Redi he no Michi (レディへの道)                                                                                               | 27 marca 2007        |
| Pani Nakahara, po obejrzeniu w telewizji "restauracyjnego zamieszania", przybywa do willi. Swoją wściekłość wyładowuje na lokatorach i przybyłej Noi. Sunako uspokaja ją, obiecując, że pójdzie na przyjęcie, jeśli ciocia spróbuje być gospodynią domową. | |                      |